# Here document
Na computação, um Here document ou em tradução livre "documento aqui" é um Literal de arquivo ou literal de fluxo de entrada: é uma seção de um arquivo de código-fonte que é tratado como se fosse um arquivo separado.